# Mỹ Thạnh Tây
Mỹ Thạnh Tây là một xã thuộc huyện Đức Huệ, tỉnh Long An, Việt Nam.
Xã Mỹ Thạnh Tây có diện tích 49,07 km², dân số năm 1999 là 5.918 người, mật độ dân số đạt 121 người/km².